# Puyopuyo!! Quest
Puyopuyo!! Quest (ぷよぷよ!!クエスト) est un jeu vidéo puzzle de rôle free-to-play, développé et publié par Sega pour les plates-formes iOS, Android et Kindle Fire. Le jeu utilise des dessins et des personnages de la série Puyo Puyo, mais présentent un gameplay différent que le puzzle de chute d'objets original et ajoutent des éléments de jeu de rôle.
Il peut être lié à son jeu d'arcade accompagné, Puyopuyo!! Quest Arcade, ce qui ajoute une nouvelle carte à l'inventaire du joueur.

## PuyoQue Cafe
PuyoQue Cafe (ぷよクエカフェ) est un établissement de café de concept de période de temps limitée, doté d'une décoration et des éléments de menu inspiré par les personnages du jeu,. Le premier versement a été ouvert dans Shibuya de septembre à novembre 2014, plus tard étendu à décembre de la même année. Une deuxième établissement ouvré de février à mai 2015 sur six sites à travers le Japon, y compris Osaka, Fukuoka, Hiroshima, Ikebukuro, Nagoya et Miyagi.

## Accueil
Sega Networks affirmé que Puyopuyo!! Quest reçu plus de 12 millions de téléchargements à partir de janvier 2015.
Puyopuyo!! Quest et le jeu d'arcade Puyopuyo!! Quest Arcade ont été mis en nomination pour un CEDEC Awards en 2014 dans le département de Conception de Jeu, citant l'ingénieux lien du smartphone et des jeux d'arcade créent une manière de répondre à jouer du cycle pour les joueurs. La paire n'a pas reçu le prix de plus haute distinction, qui a été donné pour Kantai Collection,.